# Mistrzostwa Świata w Łyżwiarstwie Szybkim w Wieloboju 1899
7. mistrzostwa świata w łyżwiarstwie szybkim w wieloboju odbyły się w dniach 4–5 lutego 1899 roku w Berlinie. Zawodnicy startowali na naturalnym lodowisku West-Eisbahn. W zawodach wzięli udział tylko mężczyźni. Zawodnicy startowali na czterech dystansach: 500 m, 1500 m, 5000 m, 10000 m. Mistrzem zostawał zawodnik, który wygrywał trzy z czterech dystansów. Drugi tytuł mistrzowski wywalczył Norweg Peder Østlund. Srebrnych i brązowych medali nie przyznawano. Miejsca pozostałych zawodników są nieoficjalne.

## Uczestnicy
W zawodach wzięło udział 8 łyżwiarzy z 6 krajów. Sklasyfikowanych zostało 2.
| Państwa biorące udział w mistrzostwach | Państwa biorące udział w mistrzostwach | Państwa biorące udział w mistrzostwach |
| -------------------------------------- | -------------------------------------- | -------------------------------------- |
| Austro-Węgry · Imperium Rosyjskie      | Cesarstwo Niemieckie · Norwegia        | Holandia · Wielka Brytania             |

## Wyniki
- DNF – nie ukończył, DNS – nie wystartował, DSQ – zdyskwalifikowany, WR – rekord świata

| Pozycja | Zawodnik          | Kraj                 | 500 m       | 5000 m       | 1500 m      | 10000 m      |
| ------- | ----------------- | -------------------- | ----------- | ------------ | ----------- | ------------ |
| 01 !    | Peder Østlund     | Norwegia             | 50.5 (1.)   | 9:54.6 (1.)  | 2:45.0 (1.) | 21:25.2 (3.) |
| (2.)    | Johann Pichler    | Austro-Węgry         | 57.5 (4.)   | 11:52.2 (4.) | 3:06.6 (3.) | 22:29.0 (5.) |
| DSQ     | Mikołaj Krjukow   | Imperium Rosyjskie   | DNF         | 11:40.0 (3.) | 9:59.9      | DSQ          |
| DNS     | F. Toklas         | Cesarstwo Niemieckie | 1:20.2 (7.) | 13:40.4 (5.) | 3:52.0 (5.) | 59:59.9 !    |
| DNF     | Jan Greve         | Holandia             | 55.0 (3.)   | 10:54.4 (2.) | DNF         | 20:36.2 (1.) |
| DNF     | Julius Seyler     | Cesarstwo Niemieckie | 51.5 (2.)   | DNF          | 2:48.2 (2.) | 21:25.0 (2.) |
| DNS     | Rudolf Schindler  | Cesarstwo Niemieckie | 1:05.0 (6.) | 13:51.4 (6.) | 9:59.9 !    | 59:59.9 !    |
| DNS     | Charles Edgington | Wielka Brytania      | 1:00.0 (5.) | 59:59.9 !    | 3:12.4 (4.) | 21:50.2 (4.) |